# (9252) Goddard
Pour les articles homonymes, voir Goddard.
(9252) Goddard est un astéroïde de la ceinture principale.

## Description
(9252) Goddard est un astéroïde de la ceinture principale. Il fut découvert le 17 octobre 1960 à l'observatoire Palomar par Cornelis Johannes van Houten, Ingrid van Houten-Groeneveld et Tom Gehrels. Il présente une orbite caractérisée par un demi-grand axe de 3,09 UA, une excentricité de 0,17 et une inclinaison de 3,2° par rapport à l'écliptique.

## Compléments